# Liste der Kulturgüter in Sursee
Die Liste der Kulturgüter in Sursee enthält alle Objekte in der Gemeinde Sursee im Kanton Luzern, die gemäss der Haager Konvention zum Schutz von Kulturgut bei bewaffneten Konflikten, dem Bundesgesetz vom 20. Juni 2014 über den Schutz der Kulturgüter bei bewaffneten Konflikten sowie der Verordnung vom 29. Oktober 2014 über den Schutz der Kulturgüter bei bewaffneten Konflikten unter Schutz stehen.
Objekte der Kategorien A und B sind vollständig in der Liste enthalten, Objekte der Kategorie C fehlen zurzeit (Stand: 1. Januar 2023). Unter übrige Baudenkmäler sind zusätzliche Objekte zu finden, die im kantonalen Denkmalverzeichnis verzeichnet und nicht bereits in der Liste der Kulturgüter enthalten sind.

## Kulturgüter
| Foto | | Objekt                                                                                               | Kat. | Typ | Standort                              | Beschreibung |
| ---- | --- | --- | ---- | --- | ------------------------------------- | --- |
| ja   | Datei hochladen · Wikidata zu Rathaus (Q29522569)                                                                                      | Rathaus KGS-Nr.: 03899                                                                               | A    | G   | Rathausplatz 1a 650849 / 224860       | |
| ja   | Datei hochladen · Wikidata zu St. Urbanhof (Q120908522)                                                                                | St. Urbanhof KGS-Nr.: 03900                                                                          | A    | G   | Theaterstrasse 9 650846 / 224955      | |
| ja   | Datei hochladen · Wikidata zu Wallfahrtskirche Mariazell mit Zellkapelle (Q1728405)                                                    | Wallfahrtskirche Mariazell mit Zellkapelle KGS-Nr.: 03901                                            | A    | G   | Mariazellweg 20.2 651651 / 224932     | |
| ja   | Datei hochladen · Wikidata zu Römischer Vicus / frühmittelalterliche-neuzeitliche Stadt (Q29522561)                                    | Sursee, römischer Vicus / frühmittelalterlich-neuzeitliche Stadt KGS-Nr.: 03906                      | A    | F   | 651000 / 225000                       | |
| ja   | Datei hochladen · Wikidata zu Museum Sankturbanhof (Q27489045)                                                                         | Stadtmuseum im St. Urbanhof KGS-Nr.: 08575                                                           | A    | S   | Theaterstrasse 9 650846 / 224955      | |
| ja   | Datei hochladen · Wikidata zu Museum der Schweizer Kapuziner und Klosterbibliothek des ehemaligen Kapuzinerklosters Sursee (Q27489041) | Museum der Schweizer Kapuziner und Bibliothek des ehemaligen Kapuzinerklosters Sursee KGS-Nr.: 09337 | A    | S   | Geuenseestrasse 2a 650958 / 224992    | |
| ja   | Datei hochladen | Sempachersee, neolithisch-bronzezeitliche Pfahlbaufundstellen KGS-Nr.: 16552                         | A    | F   | 653588 / 222455                       | Objekt liegt auf dem Gemeindegebiet von Sursee, Eich (KGS-Nr. 16556), Neuenkirch (KGS-Nr. 16558), Nottwil (KGS-Nr. 16555), Oberkirch (KGS-Nr. 16554), Schenkon (KGS-Nr. 16553) und Sempach (KGS-Nr. 16557). |
| ja   | Datei hochladen | Halbinsel, neolithische Seeufersiedlung KGS-Nr.: 16728                                               | A    | F   | 652000 / 224600                       | Teil des UNESCO-Welterbes «Prähistorische Pfahlbauten um die Alpen» |
| ja   | Datei hochladen · Wikidata zu Haus Beck (Q29785825)                                                                                    | Haus Beck KGS-Nr.: 03902                                                                             | B    | G   | Rathausplatz 9 650894 / 224855        | |
| ja   | Datei hochladen · Wikidata zu Hexenturm (Q29785828)                                                                                    | Hexenturm KGS-Nr.: 03903                                                                             | B    | G   | Unterer Graben 2 650890 / 224699      | |
| ja   | Datei hochladen · Wikidata zu Katholische Kirche St. Georg und Beinhauskapelle St. Martin (Q29785832)                                  | Katholische Kirche St. Georg mit Kirchenschatz und Beinhauskapelle St. Martin KGS-Nr.: 03904         | B    | G   | Theaterstrasse 4 650850 / 224920      | |
| ja   | Datei hochladen · Wikidata zu Kapuzinerkloster (Q29785830)                                                                             | Kapuzinerkloster KGS-Nr.: 03905                                                                      | B    | G   | Geuenseestrasse 2a 650981 / 225020    | |
| ja   | Datei hochladen · Wikidata zu Murihof (Q29785833)                                                                                      | Murihof KGS-Nr.: 03907                                                                               | B    | G   | Theaterstrasse 2 650862 / 224942      | |
| ja   | Datei hochladen · Wikidata zu Untertor mit Schützenhaus (Q29785835)                                                                    | Untertor mit Schützenhaus KGS-Nr.: 03908                                                             | B    | G   | Unterstadt 20, 23 650750 / 224839     | |
| ja   | Datei hochladen · Wikidata zu Evangelische Kirche (Q29785823)                                                                          | Evangelische Kirche KGS-Nr.: 11651                                                                   | B    | G   | Dägersteinstrasse 3.4 650695 / 224621 | |

## Übrige Baudenkmäler
| ID    | Foto |                                                               | Objekt                                                                            | Typ | Standort                           | Beschreibung |
| ----- | ---- | ------------------------------------------------------------- | --------------------------------------------------------------------------------- | --- | ---------------------------------- | ------------ |
| 3     | BW   | Datei hochladen                                               | Einsiedlerhof                                                                     | G   | Rathausplatz 1 650867 / 224892     |              |
| 24    | ja   | Datei hochladen                                               | Wohn- und Geschäftshaus                                                           | G   | Oberstadt 27 650970 / 224751       |              |
| 27/28 | BW   | Datei hochladen                                               | Oberstadt 24 und 26, denkmalpflegerisch schützenswerte Gebäudeteile und Vorgärten | G   | Oberstadt 24/26 650967 / 224724    |              |
| 37    | BW   | Datei hochladen                                               | Wirtshausschild Hotel Hirschen                                                    | K   | Oberstadt 10 650919 / 224801       |              |
| 42    | BW   | Datei hochladen                                               | Hotel Sonne                                                                       | G   | Rathausplatz 6 650885 / 224825     |              |
| 82–85 | BW   | Datei hochladen                                               | Vier Pfrundhäuser am Herrenrain                                                   | G   | Herrenrain 650789 / 224936         |              |
| 86    | BW   | Datei hochladen                                               | Ehemaliges Pfarrhaus (zu St. Georg)                                               | G   | Theaterstrasse 3 650803 / 224896   |              |
| 120   | ja   | Datei hochladen                                               | Marienbrunnen in der Altstadt                                                     | K   | Oberstadt N.N. 650934 / 224802     |              |
| 168   | ja   | Datei hochladen                                               | Neues Spital, ehemaliges Bürgerheim                                               | G   | Bahnhofstrasse 16 650540 / 224855  |              |
| 172   |      | Datei hochladen                                               | Althus                                                                            | G   | Spitzmätteli                       |              |
| 180a  | BW   | Datei hochladen                                               | Kaplanei (Pfrundhaus) Mariazell                                                   | G   | 651676 / 224943                    |              |
| 245   | BW   | Datei hochladen                                               | Verwaltungsgebäude der ehem. Ofenfabrik, nordwestl. Kopfgebäude                   | G   | Centralstrasse 43 650146 / 224528  |              |
| 264   | BW   | Datei hochladen                                               | Oberer Graben, Teil des Oberen Grabens mit Stadtmauern östlich vom Obertor        | G   | Oberer Graben 650958 / 224820      |              |
| 438   | ja   | Datei hochladen · Wikidata zu Stadttheater Sursee (Q98381360) | Stadttheater (1924/25, Fritz Amberg)                                              | G   | Theaterstrasse 650830 / 224940     |              |
| 444   | BW   | Datei hochladen                                               | Haus Ährenheim                                                                    | G   | Luzernerstrasse 5 649735 / 229337  |              |
| 473   | BW   | Datei hochladen                                               | Friedhofkapelle Maria Dägerstein                                                  | G   | Dägersteinstrasse 650685 / 224439  |              |
| 526   | ja   | Datei hochladen                                               | Kirchenruine Zellmoos (über jungstein- und spätbronzezeitlicher Siedlung)         | F   | Seestrasse 652020 / 224640         |              |
| 543   | BW   | Datei hochladen                                               | Heiligkreuz-Kapelle                                                               | G   | Bahnhofstrasse 650572 / 224819     |              |
| 766   | ja   | Datei hochladen                                               | Schulhaus Alt St. Georg                                                           | G   | St. Georgstrasse 3 650645 / 224886 |              |
|       | BW   | Datei hochladen                                               | Unterer Graben, äussere Stadtmauer zwischen Obertor und Diebenturm                | G   | Unterer Graben 650944 / 224696     |              |

Legende: Siehe Legende der Liste der Kulturgüter von nationaler und regionaler Bedeutung. Anstelle der KGS-Nummer wird als Objekt-Identifikator (ID) die Gebäudenummer im kantonalen Denkmalverzeichnis verwendet.